# El Zapote, Ignacio de la Llave
El Zapote är en ort i Mexiko.   Den ligger i kommunen Ignacio de la Llave och delstaten Veracruz, i den sydöstra delen av landet, 300 km öster om huvudstaden Mexico City. El Zapote ligger 10 meter över havet och antalet invånare är 895.
Terrängen runt El Zapote är mycket platt. Runt El Zapote är det ganska tätbefolkat, med 72 invånare per kvadratkilometer. Närmaste större samhälle är Tlalixcoyan, 12,9 km nordväst om El Zapote. Omgivningarna runt El Zapote är en mosaik av jordbruksmark och naturlig växtlighet.